# Engyprosopon hawaiiensis
Engyprosopon hawaiiensis är en fiskart som beskrevs av Jordan och Evermann, 1903. Engyprosopon hawaiiensis ingår i släktet Engyprosopon och familjen tungevarsfiskar. Inga underarter finns listade i Catalogue of Life.